# Вооружённый конфликт в Приднестровье
 Вооружённый конфликт в Приднестро́вье, также Приднестровская война — наиболее «горячая» фаза Приднестровского конфликта: военные действия на территории Молдовы после распада СССР в декабре 1991 года. Длилась со 2 марта по 1 августа 1992 года.

## Краткое содержание конфликта
Война велась между молдавскими войсками (в том числе силами МВД и спецслужб Республики Молдова) с одной стороны, и не признавшими распада СССР, вооружёнными формированиями (гвардией, силами МВД и спецслужб) непризнанной Приднестровской Молдавской Республики с другой стороны. 7 июля 1992 года Республикой Молдова было принято решение о прекращении огня, о чём приднестровскую сторону уведомили через подписание документов президентами Республики Молдова и Российской Федерации (как гаранта мира в СНГ и правопреемника СССР), однако локальные столкновения продолжались до ввода миротворческого контингента России 29 июля 1992 года в Приднестровье, к 1 августа 1992 года «третья сила» (ХДНФМ), воевавшая на стороне Молдовы, также признала этот мир. Вооружённое противостояние завершилось подписанием перемирия и «замораживанием» вооружённого конфликта.

## Предыстория

### Конфликт вокруг государственного языка и сохраненияСССР
В 1980-х в результате перестройки в Советском Союзе повысилась социальная активность населения страны и обострились национальные вопросы. В союзных республиках возникли общественные движения, объединявшие представителей титульных национальностей этих республик. В Молдавской ССР это движение выразилось в провозглашении тезиса об идентичности молдавского и румынского языков и в призывах к объединению Молдовы с Румынией.

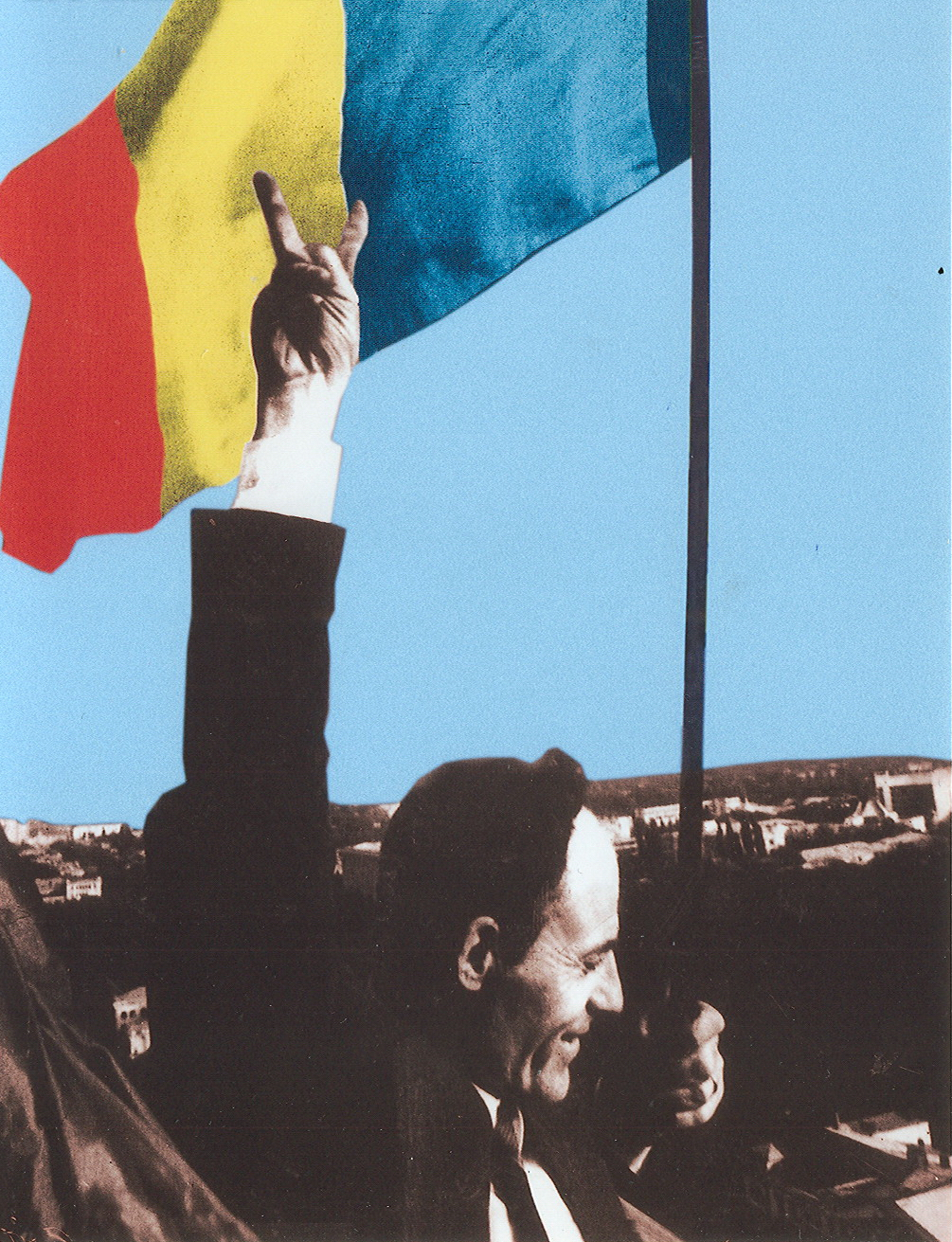
Георге Гимпу поднимает флаг Румынии над зданием Верховного совета в Кишинёве

Подавляющая часть политического руководства и национальной интеллигенции Молдовы активно поддержала новые националистические прорумынские настроения в обществе. В марте 1988 года на съезде Союза писателей СССР в Москве прозвучало предложение придать государственный статус языкам титульных наций всех республик Советского Союза. В Молдове после этого были выдвинуты требования признать идентичность молдавского языка румынскому, а также перевести молдавский язык на латинскую графику и сделать его государственным языком Молдавской ССР.
Важным шагом к возникновению конфликта послужило опубликование в марте 1989 года законопроекта «О функционировании языков на территории Молдавской ССР». Проект был опубликован от имени Союза писателей Молдовы. Согласно ему, родители лишались права выбора языка обучения детей, а за использование в официальном общении иного языка предусматривалась административная и, в некоторых случаях, уголовная ответственность. Законопроект вызвал негативную реакцию среди части населения, не владеющей молдавским. Это привело к возникновению стихийного общественного движения, выступавшего за введение в Молдавии двух государственных языков — молдавского и русского. Против перевода молдавской письменности на латиницу высказывались также и незначительная часть молдаван Приднестровья. Закон так и не был принят в изначальной редакции, возможность получить образование на русском языке предусмотрена в Молдавии и по сей день.
В мае 1989 года был создан Народный фронт Молдовы, объединивший в себе ряд антисоветских организаций. В противовес ему в Приднестровье возникло «Интердвижение». В августе стало известно, что на предстоящей 13-й сессии Верховного Совета МССР будет обсуждаться даже не законопроект от 30 марта, а ещё более жёсткий его вариант. 11 августа в Тирасполе был создан ОСТК — Объединенный Совет трудовых коллективов. ОСТК выступил против этого законопроекта, который, по мнению его создателей и лидеров, якобы мог привести к дискриминации по национальному признаку при осуществлении права на труд. ОСТК начал проведение забастовок на предприятиях левобережной Молдовы, имеющей пёстрый этнический состав. Несмотря на забастовки, 31 августа 1989 года Верховный совет Молдовы придал молдавскому языку статус государственного, что привело к новым забастовкам.

### Создание ПМССР
23 июня 1989 года Верховный Совет МССР утвердил заключение специальной комиссии по пакту Молотова — Риббентропа, в котором создание МССР было объявлено незаконным актом, а Бессарабия и Северная Буковина — оккупированными румынскими территориями. На основании этого заключения 31 июля 1989 года президиум Тираспольского городского совета провозгласил, что если Молдавская ССР была создана незаконно, то левобережье Днестра также было незаконно в неё включено, и президиум «не считает себя связанным какими-либо обязательствами перед руководством ССР Молдовы», хотя в состав новообразованной ПМР были включены правобережные территории (город Бендеры и некоторые села), которые входили в состав Румынии до 1940 года.
4 ноября 1989 года в ходе конференции уполномоченных трудовых коллективов Тирасполя была принята резолюция, предписывавшая ОСТК рассмотреть возможность проведения референдума по вопросу об автономии населённых преимущественно русскими и украинцами регионов Молдовы.
В конце 1989 — начале 1990 года в Приднестровье был проведён референдум об образовании Приднестровской Молдавской Советской Социалистической Республики.
2 сентября 1990 года на II Чрезвычайном съезде депутатов всех уровней Приднестровья была провозглашена Приднестровская Молдавская Советская Социалистическая Республика в составе СССР.
Незадолго до этого независимость провозгласила Гагаузия. Оба образования не были признаны руководством СССР.
Осенью 1990 года началось обострение ситуации. Поход на Гагаузию, столкновения в Дубоссарах и Бендерах привели к новым разногласиям между Молдовой и Приднестровьем.
19-21 августа 1991 года в Москве произошел путч ГКЧП, после провала которого в Кишинёве состоялся митинг с требованиями выхода Молдовы из состава СССР. В свою очередь, ОСТК в Тирасполе поддержал ГКЧП
Августовский путч и распад СССР в 1991 году привели к провозглашению независимости Молдовы и Приднестровья.
6 сентября 1991 года Верховный Совет ПМР принял постановление «О мерах по защите суверенитета и независимости республики», согласно которому началось формирование вооружённых сил. Первым созданным формированием стала Республиканская гвардия. Сформированный в декабре 1991 года батальон Республиканской гвардии возглавил бывший подполковник Советской Армии, участник войны в Афганистане Ю. А. Костенко. В батальон записалось множество людей, отбывавших ранее заключение. Часть гвардейцев, в основном из окружения Костенко, занималась воровством, грабежами, незаконными изъятиями транспортных средств у граждан.
С осени 1991 года между противниками начались перестрелки, наиболее напряжённая ситуация сохранялась в Дубоссарах. После признания независимости Молдовы Украиной и Россией и боя под Дубоссарами 13 декабря началась эскалация конфликта. Зимой 1991—1992 годов в зоне конфликта сохранялось относительное спокойствие.

### Боевые столкновения в Дубоссарах

#### Столкновения ноября 1990 года. Первые жертвы в Приднестровском конфликте
2 ноября 1990 около 13:00 в г. Дубоссары пришло сообщение от зам. министра МВД ССРМ Ю. Гроссула, что колонны ОПОН Молдовы и волонтёров-националистов Молдовы идут захватывать город несмотря на его несогласие с приказом министра внутренних дел ССРМ.
Около 13:30 на дубоссарском мосту произошло столкновение между молдавским ОПОНом под командованием начальника кишинёвского ГУВД Вырлана и вышедшими его охранять местными жителями. Также к месту столкновения прибыли 135 курсантов полицейского училища РМ и 8 офицеров под руководством подполковника Нейкова. Сотрудники ОПОНа применили дубинки и газ «черёмуха» и смогли через полчаса войти в микрорайон Лунга, но ОПОНу дорогу преградила 3-тысячная толпа дубоссарцев, и продвинуться ОПОН смог лишь на 100 метров вглубь Лунги к 14:00 с южной стороны въезда в город Дубоссары.
Между 13:30 и 14:00 в Дубоссарах начался несанкционированный сбор граждан возле фабрик и заводов против ввода молдавской полиции. Люди начали в экстренном порядке по сигналам сирен гражданской обороны собираться у своих предприятий, откуда их автобусы предприятий увозили к месту прорыва ОПОНа Молдовы. В ответ министр внутренних дел Молдовы Ион Косташ подписал приказы «О деблокировании Дубоссарского моста через реку Днестр и охране общественного порядка в городе Дубоссары» и «Об организации КПП на транспортных магистралях и дорогах Григориопольского и Дубоссарьского районов». В город были направлены дополнительные отряды ОПОНа, и опоновцы попробовали в 15:00 прорваться в город уже с восточной стороны через микрорайон Большой Фонтан, рассчитывая тем самым обойти толпу народа с тыла.
Однако всё новых собирающихся у предприятий жителей города автобусы теперь повезли на Большой Фонтан. В ходе столкновения около 15:30 после нескольких выстрелов в воздух против митингующих было применено огнестрельное оружие, из-за чего погибли трое жителей Дубоссар (Валерий Мицул, Владимир Готка [оба — рабочие дубоссарского табакзавода] и 18-летний Олег Гелетюк). Это были первые погибшие в Приднестровском конфликте 16 человек были ранены, 9 из них получили огнестрельные ранения.

Вечером того же дня, с наступлением темноты, ОПОН, напуганный смертями мирных жителей, покинул подступы к городу, а подъездные пути к Дубоссарам блокировал. Уже к 19:00 пост ОПОНа между г. Дубоссары и селом Красный Виноградарь был разогнан приехавшими на прицепе, подсоединённом к трактору, женщинами-пенсионерками из села Красный Виноградарь, вооружёнными лишь граблями и вилами. К 21:00, получив сообщения, что местные жители с. Дзержинское готовятся взять силы ОПОНовцев в кольцо на «кругу», ОПОНовцы без приказа оставили свой блок-пост и перебрались за Днестр в город Криуляны.
5 ноября 1990 года Игорь Смирнов выступил по радио с требованиями привлечь к уголовной ответственности сотрудников ОПОНа, деятельность которых повлекла гибель людей, и прекратить эскалацию напряжённости в зоне конфликта. После столкновения женщины Дубоссар[прояснить] начали голодовку с целью привлечь внимание руководства СССР к происходящему в Молдове. 6 ноября 1990 года состоялись похороны погибших на Большом Фонтане. Ещё 16 раненным мирным жителям г. Дубоссары власти Молдовы (ей подчинялась тогда центральная районная больница г. Дубоссары) выдали фиктивные медицинские заключения о том, что они якобы получили «бытовые травмы» дома, а не огнестрельные ранения от сил ОПОНа Молдовы.

#### Столкновения 25 сентября — 4 октября 1991 года в микрорайонахМагалаиКоржево
Новое обострение ситуации в городе началось во второй половине 1991 года после провала августовского путча в Москве, после чего Молдова начала арестовывать депутатов всех уровней из г. Дубоссары. В Дубоссары были переброшены в райотдел полиции полицейские из северных районов Молдовы.

#### Столкновения 13 декабря 1991 года наЛунге
Предтечей боевых столкновений стал факт перехода 06.12.1991 в полном составе Слободзейского РОВД и 13 сотрудников Григориопольского РОВД под юрисдикцию Приднестровской Молдавской Республики. Обстановка накалялась, но единственным мостом, связывающим Молдову с Григориополем был мост на трассе Кишинёв — Дубоссары, который взяло под охрану Дубоссарское ГОВД 07.12.1991. Им в усиление из г. Рыбница прибыли Рыбницкие гвардейцы (костяк их составляли рабочие рыбницкого молочного завода, командированные администрацией завода по просьбе экс-директора завода Анатолия Каминского, возглавившего штаб по обороне Рыбницы и Рыбницкого района, и молодые жители сёл Рыбницкого района, недавно вернувшиеся со срочной службы и вступившие в РОСМ — рабочие отряды содействия милиции и ТСО — территориально-спасательные отряды) во главе с капитаном (преподавателем ДОСААФ) Владимиром Щербатым.
13 декабря 1991 года в 06:00 на въезде в пригород г. Дубоссары между селом Дзержинское и микрорайоном Лунга у «круга» на трассе Кишинёв — Дубоссары внезапно на рассвете ОПОН Молдовы атаковал совместный пост милиционеров Дубоссарского ГОВД и рыбницких гвардейцев, уничтожив троих из них и взяв в плен ещё 17 человек. Бой длился до 06:05. Одновременно ОПОН Молдовы обстрелял в 06:20 проезжавший мимо «круга» рейсовый автобус Дубоссары — Кишинёв, испугавшись, что это якобы едут казаки Дубоссарского казачьего округа (ДКО) освобождать пленных. Водитель автобуса был тяжело ранен в грудь. Лёгкие ранения получил также один пассажир автобуса. Остальные пассажиры отделались испугом и простреленными сумками с личными вещами в багажном отделении автобуса. СМИ Молдовы в этом преступлении обвинили приднестровскую сторону.

## Командование

### Командование Приднестровской Молдавской Республики

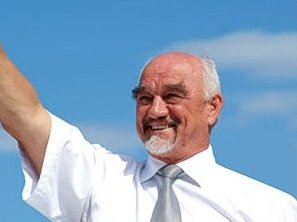
Президент Приднестровской Молдавской Республики Игорь Смирнов

Главнокомандующий — Президент ПМР Игорь Смирнов, в его подчинении структуры, далее осуществлявшие командование:
- по стратегическим вопросам:
  - Председатель комитета Верховного Совета ПМР по обороне и безопасности —Владимир Рыляков[31][11];
  - советник Президента ПМР по военным вопросам — генерал-майор Александр Курчин;
  - Управление внутренних дел ПМР — генерал-майор МВД Юрий Гросул (до этого был 1-м заместителем Министра внутренних дел Молдовы);
  - Управление государственной безопасности ПМР — русский (из Риги, Латвия) — полковник МВД Владимир Шевцов (Антюфеев);
- по тактическим вопросам — Министерство обороны ПМР[66]:
  - Министр обороны ПМР — румын (из Черновицкой области) — генерал-майор Стефан Кицак (был нач. штаба у Бориса Громова в 40-й армии в Афганистане в 80-х);
  - Начальник Генштаба (1-й зам. МО ПМР) — русский, из Тирасполя — генерал-майор Николай Лепихов;
  - Полковники Генштаба МО ПМР[31] МО ПМР): С. Г. Борисенко (командующий республиканской гвардией ПМР до 20.06.92)[11], Н. Лосьев (командующий республиканской гвардией ПМР с 20.06.92);
  - Командующие родами войск: полковники Г. Шрамов (пехота), А. Романенко (артиллерия); В. Марушко, А. Бакалдин, В. Комиссаров (с 20.06.92 последних троих сменили подполковники К. Ефимьев, А. Смолко, В. Урезко).

## Ход вооружённого противоборства
Предтечей начала боевых действий оказался неудачный поход на Гагаузию в октябре 1990 года сил Молдовы, усиленных подразделениями молдавского МВД.
Власти Молдовы обвинили ПМР виновной за поражение похода на Гагаузию, прежде всего за военную помощь (1 тысяча бойцов под командованием В. Рылякова, благодаря которой гагаузам удалось продержаться до прихода сил Советской Армии).

### Война в Дубоссарах
В ночь с 1 на 2 марта 1992 года неизвестными была расстреляна машина с приднестровскими милиционерами из Дубоссар, выехавшими по ложному вызову в район между зданием общежития и полицией. Ночью скончался смертельно раненый при этом начальник ГОВД г. Дубоссары майор Игорь Сипченко.
2 марта 1992 года приднестровские гвардейцы и казаки окружили здание дубоссарского отдела полиции, разоружили полицейских, посадили их в автобус и отправили в здание городского совета. При этом из окна второго этажа здания полиции был открыт автоматный огонь. У казаков был убит 19-летний М. Зубков, а также ранен казак В. Мешков. Стрелявший ретировался в толпу и впоследствии найден не был. Захваченных полицейских затем обменяли на задержанных полицией приднестровских гвардейцев.
В тот же день отряд специального назначения МВД Молдовы вступил в бой с полком 14-й армии, расположенным возле Кочиер. На помощь полку прибыли казаки и гвардейцы, молдавский отряд тем временем блокировал дома с семьями военнослужащих 14-й армии. Приднестровская сторона утверждает, что семьи военнослужащих были взяты в качестве заложников. Вскоре молдавский отряд сил МВД был вытеснен из жилых кварталов казаками, и ими же семьи военнослужащих 14-армии были вывезены в город Дубоссары.

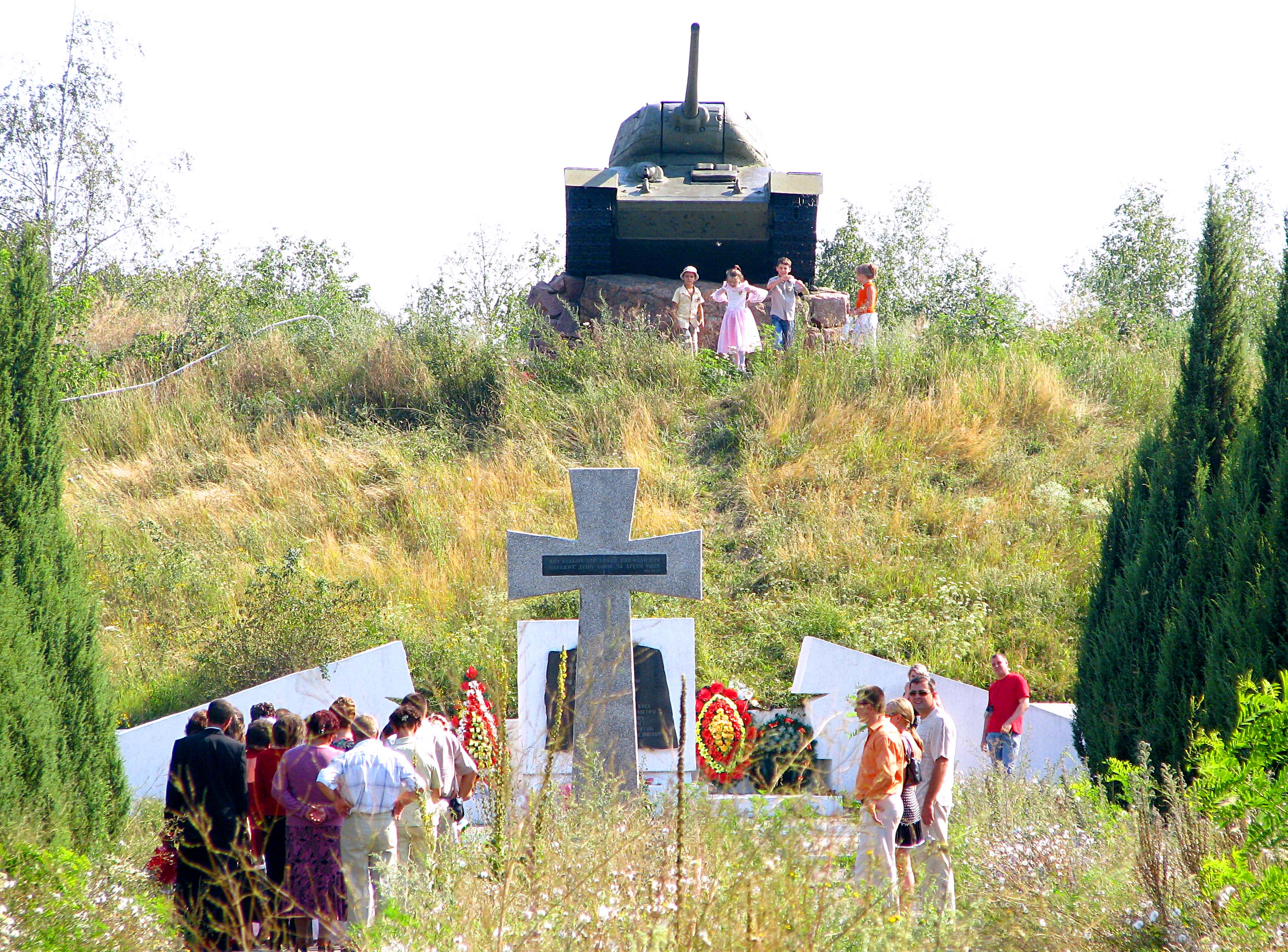
Курган Славы в Дубоссарах

#### События 14 марта 1992 года
Дальнейшая эскалация конфликта привела к началу открытых военных действий. В Дубоссарском районе интенсивные бои велись возле Кочиер и Рогов, и на развилке Кошницы-Дороцкое.
14 марта у развилки села Роги в результате предпринятого Молдовой наступления на позиции сторонников ПМР разгорелся бой, но все попытки прорвать оборону города потерпели сокрушительное поражение. В этот день погибли Владимир Бекетов, Павел Бондаренко, Игорь Бочко, Сергей Величко, Михаил Газий, Борис Капкан, Владимир Миронюк, Вадим Ренгелевич и Валентин Фролов. 22 бойца были ранены. Одновременно сражения проходили и на Кошницком направлении.
Первый бой на Роговской развилке произошёл в ночь с 13 на 14 марта, когда молдавские силы напали на пост гвардейцев на Роговской развилке трассы Дубоссары-Рыбница, уничтожив четырёх из них, а также ранив или взяв в плен остальных.
Одновременно первый бой возле Кошницкой развилки и села Дороцкого произошёл в ночь с 13 на 14 марта, когда молдавская сторона решила отрезать г. Дубоссары не только с севера, но и с юга, пытаясь перерезать и автотрассу Дубоссары-Тирасполь, атаковав позиции дубоссарских ополченцев.
В ходе вооружённых столкновений молдавская сторона применила автоматическое и стрелковое оружие, военную технику, артиллерию, в частности, противоградовые установки «Алазань» против плохо вооружённых приднестровских гвардейцев и казаков, состоящих из местных дубоссарских ополченцев, а также иностранных добровольцев Дубоссары.
С 14 марта 1992 года вооружённые силы Молдовы начали генеральное наступление в районе пригородных сёл города Дубоссары. После того, как Молдовой была захвачена российская воинская часть в с. Кочиеры, на её территории Молдова начала формировать штурмовые подразделения: было несколько попыток Молдовы перейти из села Голерканы по льду Дубоссарского водохранилища в захваченную воинскую часть, но приднестровцы, во главе с директором Дубоссарской ГЭС Сытниковым Антоном Григорьевичем и двумя крановщиками контролировавшие Дубоссарскую ГЭС, спустили часть воды из водохранилища.

#### Бои за Дубоссары. Ситуация в конце весны — первой половине лета
В ходе боёв за Дубоссары в мае 1992 года погибло 39 человек, в том числе из них 24 участника приднестровских вооружённых формирований и 15 мирных жителей — гражданских лиц.
Военные действия в Дубоссарах прекратились летом 1992 года, после инцидента в Бендерах и начала мирных переговоров.

#### Обстрелы Дубоссары. Ситуация в конце весны — первой половине лета
С молдавской стороны город обстреливался артиллерией, под огонь попали жилые дома в городе и местных сёлах, а также расположение 14-й армии, несмотря на её невмешательство в конфликт. Особенно жестокими были обстрелы городских кварталов города Дубоссары с 17 по 22 мая 1992 года. В результате обстрелов жилых кварталов, в своих домах погибло около 20, а ранено 60 раненых местных жителей (всего только в мае 1992 года погибло 39 человек в Дубоссарах, в том числе из них 24 защитника[стиль] Приднестровской Молдавской Республики и 15 мирных жителей — гражданских лиц).
Пик противостояния в Дубоссарах пришёлся на вторую половину мая 1992 года. Молдаванам с брошенных военных складов досталось 34 истребителя, 8 вертолётов, 54 БТР, 54 ПТУРС, 144 орудия, 87 миномётов, 27 гранатомётов, 50 пулемётов. Усиленная группировка с 17 по 20 мая произвела более десяти безуспешных атак, а также подвергла Дубоссары интенсивному артиллерийско-миномётному обстрелу
В итоге 19 мая пятитысячная толпа жителей г. Дубоссары овладела частью танков и зенитных установок «Шилка» 14-й армии, возвращавшихся с полигона из с. Афанасьевка, и вывела их на позиции силами дубоссарских трактористов.
Военные действия в Дубоссарах прекратились летом 1992 года, после инцидента в Бендерах и начала мирных переговоров. И даже после заключения мира, Молдова нарушила его, обстреляв из гаубиц Дубоссарский горсовет во время собрания руководителей пищевых, заготовительных предприятий и торговых организаций г. Дубоссары. Погибло на ступеньках горсовета 8 руководителей гражданских предприятий (в том числе две женщины: директор хлебзавода и директор райпотребсоюза), тяжело ранена была молодая девушка с коляской на ступеньках библиотеки, находящейся в соседнем здании.

### Бой за Бендеры
Когда 15 марта Молдова объявила о перемирии и потребовала у приднестровских гвардейцев и прочих формирований сложить оружие, руководство ПМР категорически отказалось от таких действий. Президент Приднестровья Игорь Смирнов ввёл чрезвычайное положение, а 17 марта военные действия возобновились, начались артиллерийские обстрелы Дубоссар и Григориополя. 28 марта молдавский президент Мирча Снегур издал указ об объявлении чрезвычайного положения на всей территории страны, предусматривающий также разоружение приднестровских и гагаузских вооружённых формирований (именуемых «бандитскими») и арест «государственных преступников», в ответ на что Игорь Смирнов ввёл комендантский час.

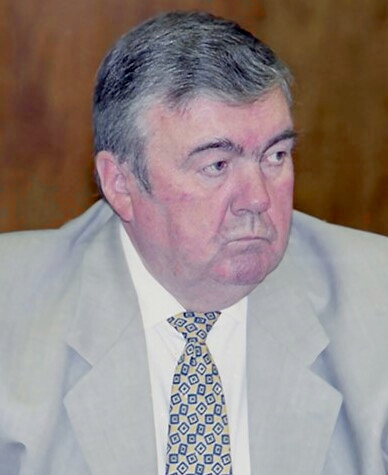
Президент Молдовы (1990—1996) Мирча Снегур

1 апреля 1992 в Бендеры вошла молдавская полиция в сопровождении двух БТР-70 и попыталась разоружить приднестровских гвардейцев. На юге Приднестровья, в Слободзейском районе, активизировалась группа «Бужор» Народного Фронта Молдовы во главе с Илие Илашку, совершившая несколько убийств местных приднестровских лидеров (в том числе Николая Остапенко и руководителя Слободзейского поселкового совета народных депутатов С. Гусара).
В данной ситуации основные силы Республики Молдовы перебрасываются на усиление позиций Республики Молдовы под Дубоссарами (на Кочиерском и Кошницком плацдармах на левом берегу Днестра), куда прибыли военная техника, военные специалисты и волонтёры из Румынии. Приднестровское руководство отдало приказ снять несколько пролётов на двух мостах через Днестр у Дубоссар. Плотина Дубоссарской ГЭС были блокирована железобетонными плитами производства Дубоссарского завода ЖБИ (микрорайон Коржево). С 17 по 20 мая Молдова предприняла более десяти безуспешных атак, пытаясь прорвать фронт в районе Дубоссар, а также подвергла городские кварталы Дубоссар интенсивному артиллерийско-миномётному обстрелу.
Приднестровские гвардейцы и ополченцы различными способами получали от 14-й армии оружие и бронетехнику. Так, 19 мая в районе Дубоссар в бой вступили танки Т-64, полученные гвардейцами у колонны 14-й армии в ходе её блокирования приднестровскими женщинами и пришедшими им на помощь 5 тысячами жителей г. Дубоссары. Молдовское руководство обвинило 14-ю армию и Россию в нарушении нейтралитета, а президент Молдовы Мирча Снегур 25 мая на сессии парламента объявил, что его страна находится в состоянии войны с Россией. 18 июня парламент принял постановление о мирном урегулировании конфликта и создании смешанной комиссии.

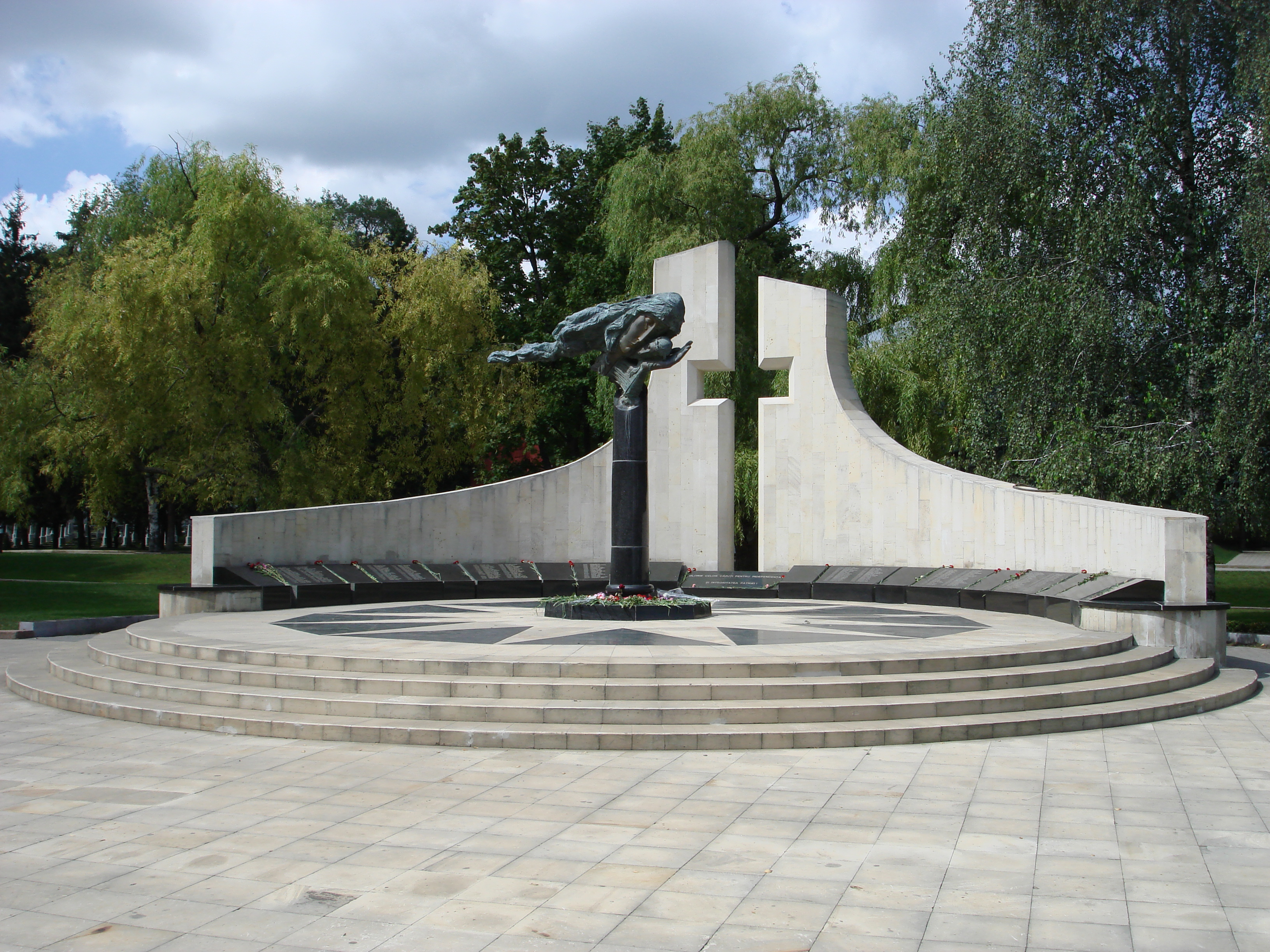
Комплекс «Eternitate». Памятник «Павшим за независимость и целостность Родины»

Несмотря на это, вечером 19 июня в Бендерах вспыхнул бой. Изначально военные действия велись только у горотдела полиции (ГОПа), но полиция попросила руководство Молдовы ввести в город войска для наведения порядка. Поздним вечером к городу начали стягиваться колонны молдавской бронетехники, гвардейцы и милиция оказывали им разрозненное сопротивление на окраинах города, а затем и в центре. Ранним утром 20 июня молдавские войска вышли к мосту через Днестр и блокировали его, отрезав город Бендеры от Приднестровья. В городе милиция и гвардия по-прежнему оказывали сопротивление, заняв некоторые объекты. Несколько приднестровских танков попытались прорваться по мосту в город, однако были уничтожены войсками Республики Молдовы под командованием на данном участке наёмника из России на стороне Молдовы полковника Карасёва. Днём молдавские силы МВД неудачно штурмовали Бендерскую крепость, в которой располагались ракетная бригада 14-й армии и химический батальон, а затем по расположению армии молдавскими войсками был открыт артиллерийский огонь. После этого инцидента воинская часть 14-й армии в селе Парканы полностью перешла на сторону Приднестровья, приняв присягу на верность ПМР. Вечером 21 июня 1992 года гвардейцы ПМР, при поддержке танков, угнанных у 14-й армии, атаковали мост через Днестр, уничтожив артиллерийскую батарею Республики Молдовы, ранив командующего «операцией по наведению конституционного порядка Республики Молдовы в г. Бендеры» полковника Республики Молдовы Леонида Карасёва, обратив в бегство основную часть вооружённой группировки Республики Молдовы, вошедшей в город в ночь с 19 на 20 июня 1992 года и деблокировав город.
На протяжении нескольких дней в Бендерах шли уличные бои с 19 по 23 июня. К 23 июня силы Республики Молдовы были вытеснены в пригороды за Гыску и Протягайловку. В свою очередь молдавское командование решило использовать авиацию, и 22 июня два молдавских МиГ-29 провели бомбардировку Бендерского моста. Бомбы попали в Село Парканы, разрушив несколько жилых домов. В результате бомбардировки мост не пострадал, но погибло несколько жителей села. 23 июня самолёты попытались совершить бомбардировку нефтяного терминала на Ближнем Хуторе, однако, по заявлению командования 14-й армии, один из самолётов был сбит российскими средствами ПВО.

## Вмешательство российских войск

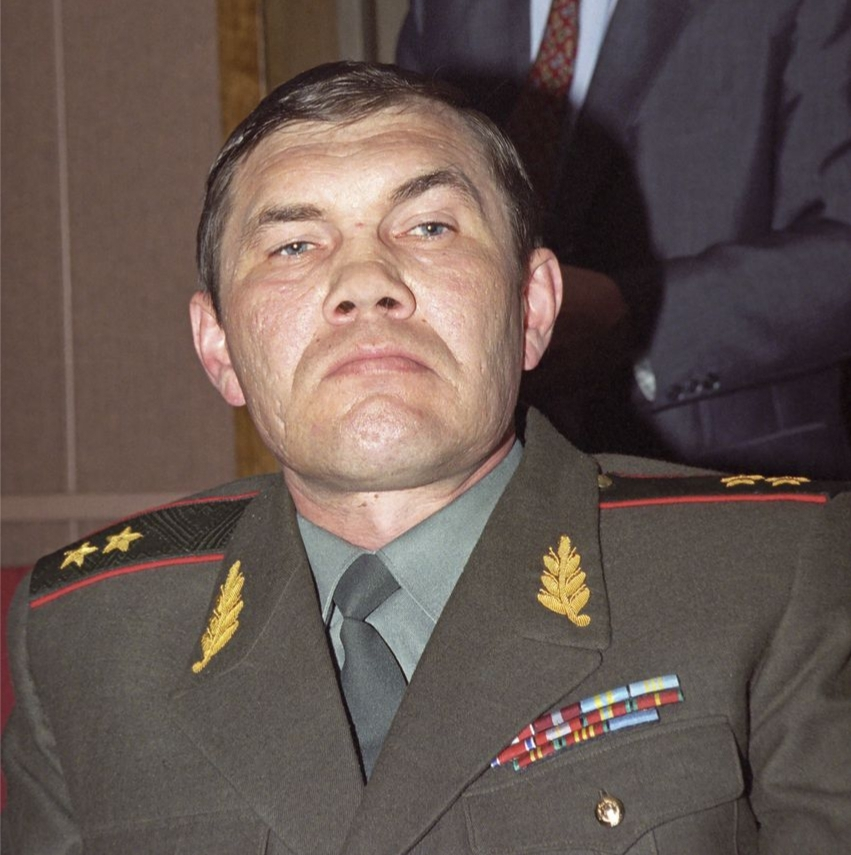
Генерал Александр Лебедь

23 июня 1992 года около 14 часов в Тирасполь инкогнито, под именем инспектора — «полковника Гусева» прибыл генерал-майор А. Лебедь. Контрразведчики 14-й армии положили Лебедю на стол записи телефонных разговоров Ю. Неткачева с министром обороны Молдовы И. Косташем, а также другие телефонные разговоры офицеров управления армии, которые они вели с молдавской и приднестровской сторонами. В течение 3 дней все офицеры, или замеченные в шпионаже в пользу Республики Молдовы, или сотрудничавшие с Руководством ПМР, принудительно написали рапорты на увольнение. До этого момента вся информация (приказы, распоряжения, планы), обсуждаемая на служебных совещаниях под руководством Неткачева, становилась известна как молдавской, так и приднестровской сторонам в течение 2-3 часов.
В 18 часов было собрано совещание в зале Военного совета армии, на которое были приглашены офицеры 14-й армии, их выслушал генерал А. Лебедь (в то время ещё «полковник Гусев»). Выяснилось, что прямой связи у 14-й армии со штабом в Москве нет, она идёт лишь через Кишинёв и Правительство Республики Молдовы. Военные структуры ПМР действуют не слаженно. Никакого взаимодействия между 14-й гвардейской общевойсковой армией и вооружёнными формированиями ПМР не было, так как армия соблюдает вооружённый нейтралитет. Гвардейцы, казаки и отряды ТСО действуют часто разрозненно. Начальник республиканского управления по обороне и безопасности Ш. Кицак со своим штабом (находившимся с 18 июня под Кошницей у Дубоссар, где и ждали основного удара со стороны сил Молдовы) обстановкой полностью не владеет и не контролирует действия вооружённых формирований ПМР в г. Бендеры, подчинившихся руководителю ОСТК Ф.Доброву, которому в свою очередь Ш. Кицак предоставил право на самостоятельные действия в городе под отчётность Рылякову — председателю комитета Верховного Совета ПМР по обороне.
Действуя через голову командующего армией Ю. Неткачева, которому уже никто не подчинялся, «инспектор Гусев» (А.Лебедь) приказал перевезти боеприпасы армии в бетонные капониры для самолётов, как и требовали офицеры 14-й армии. В с. Колбасное для охраны складов с боеприпасами был отправлен (по приказу начальника штаба 14-й армии, в координации с «Гусевым») мотострелковый батальон 59-й дивизии. Части и подразделения армии начали спешно приводиться в боевую готовность, начали разминировать заминированные Неткачевым склады с оружием, к автоматам выдали затворы, начался ремонт техники.
Активно заработала ПВО армии путём набора приднестровских местных резервистов из военкоматов Тирасполя. 23 июня средствами ПВО 14-й армии было обнаружено 59 целей на малых и средних высотах. Самолёты, входившие в зону поражения, заходили с северного направления по руслу Днестра. 24 июня средствами ПВО армии было засечено 87 целей. Днём для прикрытия авиации Молдова применяла пассивные помехи, а ночью такие помехи ставились для имитации полётов вертолётов.
24 июня, в результате утечки информации об этом, на утреннем заседании парламент Республики Молдова принял постановление об обострении ситуации в республике, объявив это «прямым и преднамеренным вмешательством 14-й армии в конфликт в восточных районах страны». В нём решено обратиться в ООН с просьбой о незамедлительном созыве Совета Безопасности ООН в связи с «открытой агрессией России против Молдовы». Зона Левобережья и Бендер признаны в постановлении зоной, контролируемой 14-й армией, решено создать государственную комиссию РМ по расследованию преступлений, совершённых 14-й армией на территории Молдовы, с участием международных экспертов.
25 июня резко обострилась обстановка под Дубоссарами. С утра Молдова перебросила туда батарею реактивных установок БМ-21 «Град», батарею 152 мм с/х гаубиц 2С3 «Акация» четырёхорудийного состава и миномётную батарею.
26 июня в 7:30 с западного направления на дальности до 35 километров от Бендер Молдовой была поставлена пассивная помеха для прикрытия 2-х самолётов МиГ-29, ранее пытавшихся разбомбить мост через Днестр, но попавших в село Парканы. Через два дня, в момент выхода самолётов на цель — нефтебазу в Тирасполе, находившийся на командном пункте ПВО армии полковник Г. Добрянский отдал приказ на уничтожение цели. Через несколько минут после пуска с батареи доложили: «Взрыв на высоте 3000, отметка цели с экрана исчезла». Самолёт, получивший повреждение, упал на территорию Молдовы, сам факт потери самолёта официальный Кишинёв привычно отрицал. Разведчики из роты специального назначения 14-й армии, проводившие рейд «на том берегу», принесли обломки, которые были идентифицированы как фрагмент антенны МиГ-29. После этого случая налётов на территорию Приднестровья не было. Только после окончания боевых действий молдаване официально признали потерю одного МиГ-29, и есть все основания считать, что этот истребитель — на счёту ПВО 14-й армии.
27 июня 1992 года А.Лебедь принял предложение Москвы стать командующим 14-й армией, дислоцированной в Приднестровье. Те офицеры из ближнего окружения Ю.Неткачева, кто пожелал принять присягу Республики Молдовы, в течение 6 дней были переведены в Кишинёв, а генерал Неткачев был переведён на службу в Военную академию в Москву.
30 июня к 2:30 ночи в российскую воинскую часть «Бендерская крепость» были введены два батальона танкового полка 59 дивизии. В это же время один танковый и один мотострелковый батальоны были переброшены на юг, под город Слободзея и пгт. Днестровск для обеспечения безопасности Молдавской ГРЭС, питавшей электроэнергией ПМР, Молдову и Одесскую область Украины.
Миномётная батарея 183 мсп 14-й армии была размещена на Кицканском направлении, а её наблюдательный пункт разместился на крыше здания, с согласия приднестровской стороны, где размещался Тираспольский городской совет. Это произошло после сообщения разведки 14-й армии о том, что Молдова подготовила план захвата г. Тирасполь с Кицканского направления и уничтожения военных жилых городков 14-й армии. В ночь на 30 июня миномёты нанесли упреждающий удар в 50-ти метрах от реактивной батареи БМ-21 «Град» на Кицканском плацдарме, для которой молдавская сторона построила бетонные капониры, и заставила её расчёты спастись бегством, побросав вооружение, которое досталось в итоге приднестровской стороне.
Стало понятно, что только теми мерами, которые уже были приняты, нельзя заставить Молдову согласится на условия России. Осознавая это, А. Лебедь и штаб 14-й армии спланировали и провели мощный артиллерийский удар в 50-ти метрах от частей и объектов армии Молдовы.
Объектами для устрашения были выбраны три базы отдыха молдавского ОПОНа, полиции и регулярной армии (одна — южнее села Слободзея, другая — в Гербовецком лесу, третья — дом отдыха южнее села Голерканы), три склада ГСМ, три артиллерийских батареи и один командный пункт. Рядом с ними в ночь со 2 на 3 июля с 3:00 до 3:45 часов был нанесён один залп восемью артиллерийскими дивизионами и шестью миномётными батареями. По свидетельству очевидцев, после удара в течение двух дней собранные со всей Молдовы машины скорой помощи вывозили тех из личного состава, кто не дезертировал с позиций после артудара; они согласились выйти из укрытий, лишь когда им сообщили, что по машинам скорой помощи стрелять никто не имеет права.
3 июля состоялась встреча президентов Молдовы и России в Москве.
В 17 часов 4 июля А. Лебедь собрал журналистов на пресс-конференцию, на которой ясно сформулировал свою позицию: «… армия будет продолжать сохранять нейтралитет, но качество этого нейтралитета изменится. Это будет другой, качественно другой нейтралитет — вооружённый нейтралитет. Мы достаточно сильны для того, чтобы дать отпор кому угодно. Сущность этого вооружённого нейтралитета будет состоять в том, что, пока нас трогать не будут, и мы никого трогать не будем».
4 июля артиллерия 14-й армии стреляла агитационными снарядами по Кицканскому и Кочиерскому плацдармам. В листовках было предупреждение, что молдавской армии лучше уйти. К исходу дня 4 июля молдавская сторона запросила перемирие.

## Перемирие

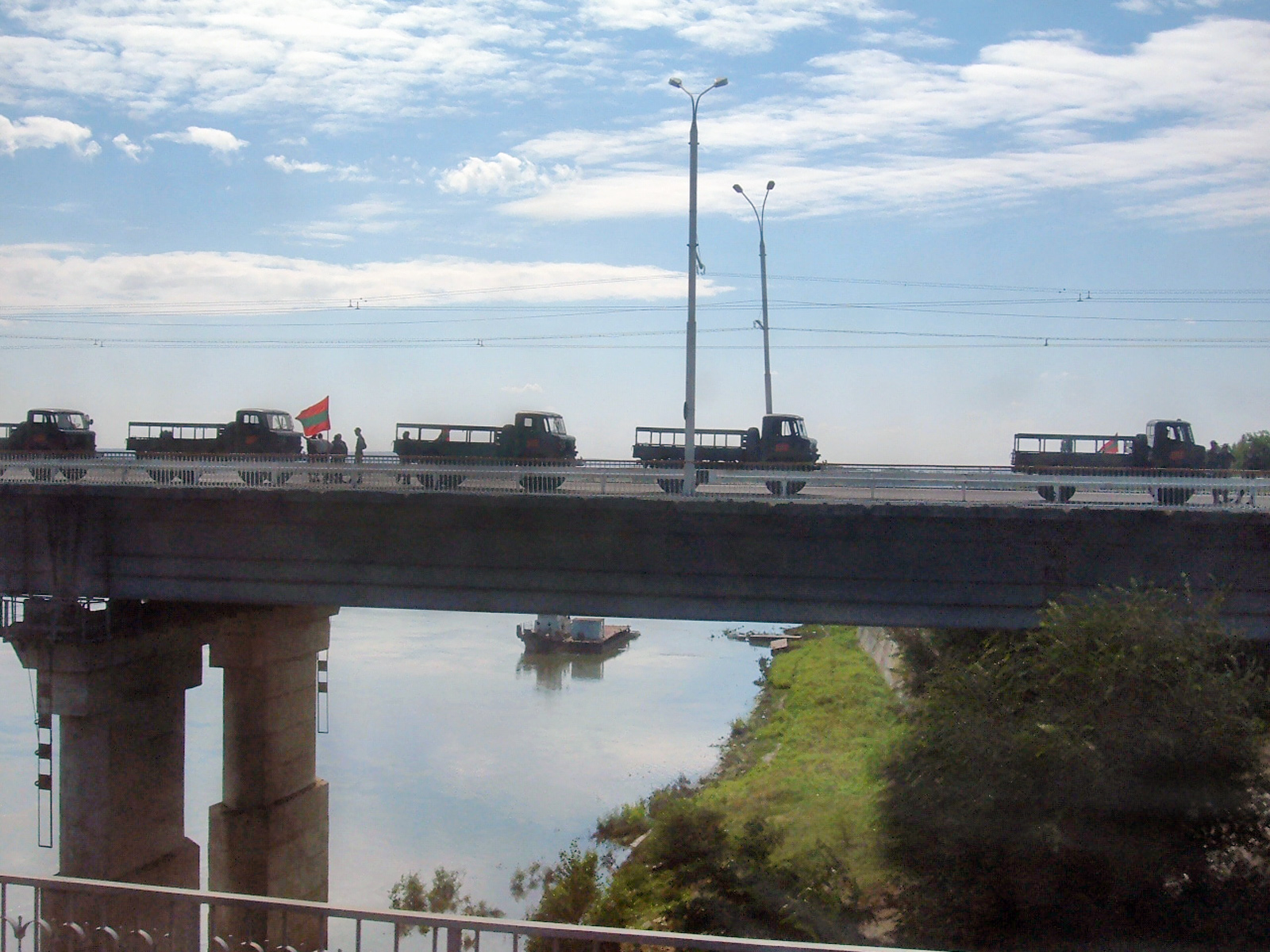
Приднестровские военные грузовики на Бендерском мосту, 2005 год

7 июля в регион прибыли полномочные представители президента России. При их посредничестве удалось достичь соглашений о прекращении огня, а 21 июля в Москве Борисом Ельциным и Мирчей Снегуром в присутствии Игоря Смирнова было подписано соглашение «О принципах урегулирования вооружённого конфликта в Приднестровском регионе Республики Молдовы». Война завершилась замораживанием Приднестровского конфликта и вводом в зону конфликта российских миротворцев. Позже были созданы Объединённая Контрольная Комиссия и Совместные Миротворческие силы. В Приднестровье в качестве миротворческого контингента было размещено 3100 российских, 1200 молдавских и 1200 приднестровских военнослужащих. Со второй половины 1992 года при посредничестве России начались переговоры о статусе Приднестровья, с 1993 года к мирному урегулированию присоединилась ОБСЕ, а с 1995 года — Украина.

## Последствия
В настоящее время бо́льшая часть левобережья Днестра и город Бендеры контролируются Приднестровьем, в свою очередь часть территории, заявленной руководством ПМР как часть республики, контролируется Молдовой.
Оценки жертв конфликта разнятся. К середине июля 1992 года с обеих сторон погибло около 1000 человек (по другой версии — 950), в том числе около 400 мирных жителей. Ещё около 4500 человек получили ранения. Приднестровская сторона потеряла около 500 человек погибшими, 899 было ранено, а около 50 пропали без вести, однако эксперты считают, что реальные потери больше.

### Дубоссарыи Дубоссарский район после конфликта

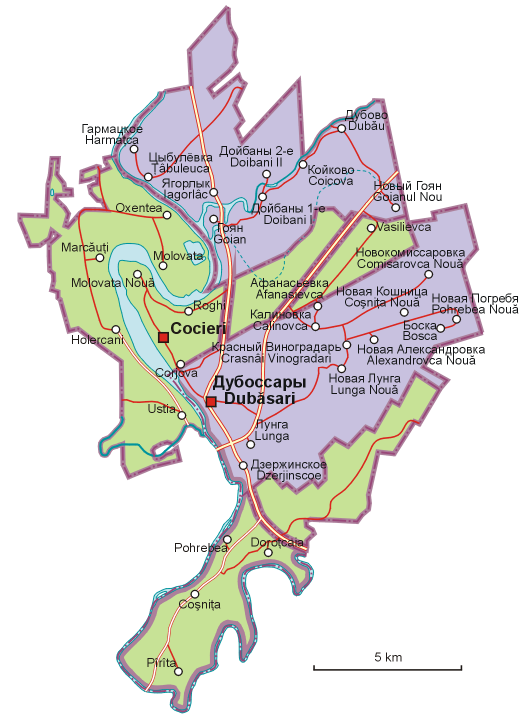
Карта Дубоссарского района, разделённого на две части: молдавскую и приднестровскую.
Зелёный: территории, на которые претендует Дубоссарский райсовет (в изгнании) Республики Молдовы (реально он контролирует лишь западную половину из отмеченных зелёным цветом территорий, начинающихся у крайних домов сёл Кочиеры и Дороцкое, а восточная их половина находится в действующем землепользовании хозяйств Приднестровской Молдавской Республики, обрабатывающих их с 1992 года);
Сиреневый: территории ПМР, на которые не претендует Дубоссарский райсовет (в изгнании) Республики Молдовы

После вооружённого конфликта в Приднестровье Дубоссарский район оказался разделённым на две части: молдавскую и приднестровскую. В настоящее время Молдова контролирует некоторые территории и населённые пункты на левом берегу реки, заявленные властями ПМР как территория республики. Проблемной остаётся принадлежность села Коржево, которое контролируется Молдовой и расположено севернее Дубоссар на демаркационной линии между приднестровской и молдавской территориями района. По мнению молдавской стороны, руководство Приднестровья игнорирует факт принадлежности села Молдовы, а также препятствует работе полиции и мешает Республике Молдове установить контроль над Коржевским микрорайоном г. Дубоссары, который по заключению ОКК и совместных миротворческих сил является неотъемлемой частью г. Дубоссары и находится в зоне ответственности правоохранительных органов ПМР.
Из-за конфликта многие земли, номинально якобы принадлежавшие сёлам молдавской части Дубоссарского района и частные владения жителей этих сёл оказались разделены или изолированы от их предполагаемых собственников Рыбницкой автотрассой, которая контролируется руководством Приднестровья. Общая площадь таких земель в Дубоссарском районе составляет 8925,25 га. Формально эти территории принадлежат молдавским Кочиерам, Кошнице, Дороцкому, Новой Маловате и Пырыте. Реально же их контролирует с 1992 года сельскохозяйственными предприятиями Приднестровской Молдавской Республики. Согласно молдавским источникам, приднестровские сельскохозяйственные предприятия не допускают жителей этих населённых пунктов за автотрассу для обработки земель. Молдова утверждает, что территории за автотрассой заброшены и никем не контролируются.

## В искусстве

### Музыка
- 7Б — «Молодые ветра»[97].